# Jonen
Jonen (schweizerdeutsch: ˈjoːnə) ist eine Einwohnergemeinde im Schweizer Kanton Aargau. Sie gehört zum Bezirk Bremgarten und liegt im Reusstal an der Grenze zum Kanton Zürich.

## Geographie
Das Dorfzentrum liegt am Rande der fruchtbaren Ebene der Reuss, rund einen halben Kilometer östlich des Flusses. Dem Flussufer entlang gibt es Auenwälder und kleinere Sumpfgebiete. Von Osten nach Westen erstreckt sich das Jonental. Der östliche Teil des Jonenbachs verläuft durch ein schmales, bis zu 30 Meter tiefes Tobel zwischen dem Birriwald im Norden und dem Goomwald im Süden. Nach Verlassen der Schlucht fliesst der Bach durch das Dorfzentrum und mündet schliesslich in die Reuss. Etwas mehr als einen halben Kilometer östlich des Dorfes liegt im Jonental der Weiler Obschlagen (412 m ü. M.). In unmittelbarer Nähe zu Obschlagen befinden sich auf Terrassen an Ausläufern des Holzbirrlibergs die Weiler Litzi (467 m ü. M.) und Mörgeln (497 m ü. M.).
Die Fläche des Gemeindegebiets beträgt 570 Hektaren, davon sind 171 Hektaren mit Wald bedeckt und 76 Hektaren überbaut. Der höchste Punkt befindet sich auf 559 m ü. M. am Hallenberg ganz im Osten des Gemeindegebiets, der tiefste auf 380 m ü. M. an der Reuss. Nachbargemeinden sind Oberlunkhofen im Norden, Arni im Nordosten, Affoltern am Albis im Südosten, Ottenbach im Süden, Aristau im Westen und Rottenschwil im Nordwesten.

## Geschichte
Gräberfunde beim Weiler Litzi weisen auf eine Besiedlung während der Hallstattzeit hin. An der Grenze zu Oberlunkhofen lag einst eine römische Villa. Weitere Gräberfunde belegen die Besiedlung durch die Alamannen im 7. Jahrhundert. Die erste schriftliche Erwähnung von Jonun erfolgte im Jahr 1243 in einer habsburgischen Urkunde. Der Ortsname geht auf den alteuropäischen Flussnamen Jouna («die sich Bewegende») zurück, den Helvetier, Römer und Alamannen später übernahmen. Daraus entwickelte sich das althochdeutsche (ze) Jonun, was «an der Jona» bedeutet.
Das Dorf war Teil des Kelnhofes Lunkhofen, der im Jahr 694 dem Kloster St. Leodegar in Luzern geschenkt worden war und neben Jonen auch Arni, Islisberg, Oberlunkhofen und Unterlunkhofen umfasste. 1291 kaufte Rudolf I. den Kelnhof, auch die Stadt Luzern und 15 weitere Dörfer gelangten für 2000 Mark Silber in den Besitz der Habsburger. Diese Transaktion war eine der Ursachen, dass die drei Urkantone die Alte Eidgenossenschaft gründeten. Nachdem der Kelnhof verwaltungstechnisch zuerst zum Freiamt Affoltern gehört hatte, bildete er zwanzig Jahre später ein eigenes Amt, das so genannte Kelleramt.

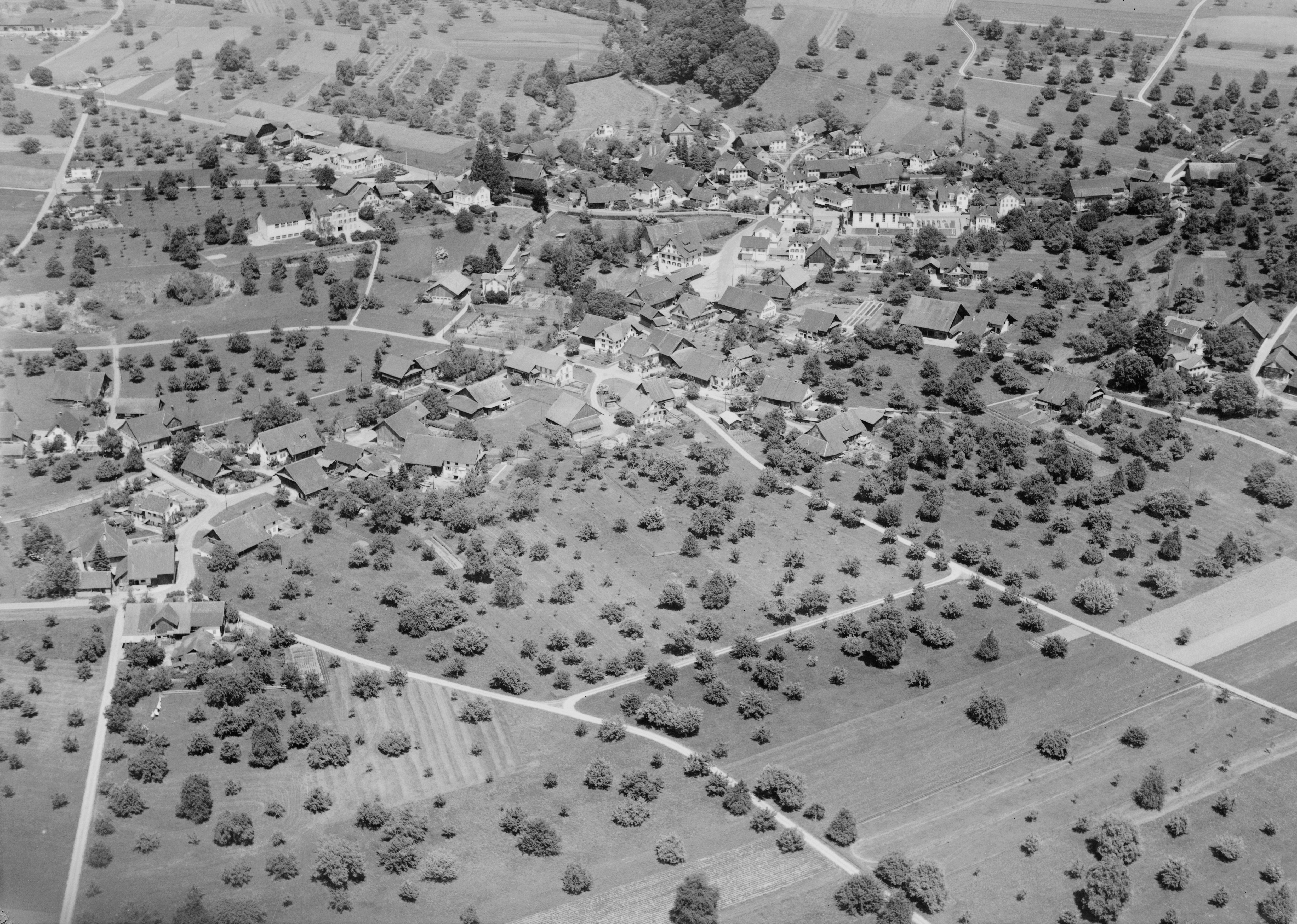
Luftansicht (1962)

1415 eroberte die Stadt Zürich das Kelleramt. Während die Zürcher die Blutgerichtsbarkeit übernahmen, war die niedere Gerichtsbarkeit bereits seit 1410 im Besitz der Stadt Bremgarten. 1529 wurde die Bevölkerung von Jonen reformiert, musste aber 1531 nach dem Zweiten Kappelerkrieg wieder zum Katholizismus übertreten. 1797, ein Jahr vor dem Zusammenbruch der alten Herrschaftsverhältnisse, verkaufte Bremgarten seine Rechte an die Dorfgemeinschaften.
Nach der Eroberung der Schweiz durch die Franzosen und der Ausrufung der Helvetischen Republik im März 1798 wurde das Kelleramt aufgelöst, und es entstanden die vier Gemeinden Ober- und Unterlunkhofen, Jonen und Arni-Islisberg. Diese gehörten zunächst zum kurzlebigen Kanton Baden und gelangten 1803 zum Kanton Aargau; die Bewohner hatten zunächst allerdings einen Anschluss an Zug oder Zürich bevorzugt. Am 1. September 1811 wütete ein verheerender Dorfbrand, der zwei Drittel aller Häuser zerstörte und 266 Einwohner obdachlos machte. Bis zur Gründung einer eigenen Pfarrei im Jahr 1866 gehörte Jonen zur Kirchgemeinde Lunkhofen. Während der ersten Hälfte des 20. Jahrhunderts war die Einwohnerzahl leicht rückläufig. Begünstigt durch die Nähe zu den Städten Zürich und Zug setzte ab Mitte der 1970er Jahre eine rege Bautätigkeit ein, welche die Einwohnerzahl um mehr als das Doppelte ansteigen liess.

## Sehenswürdigkeiten

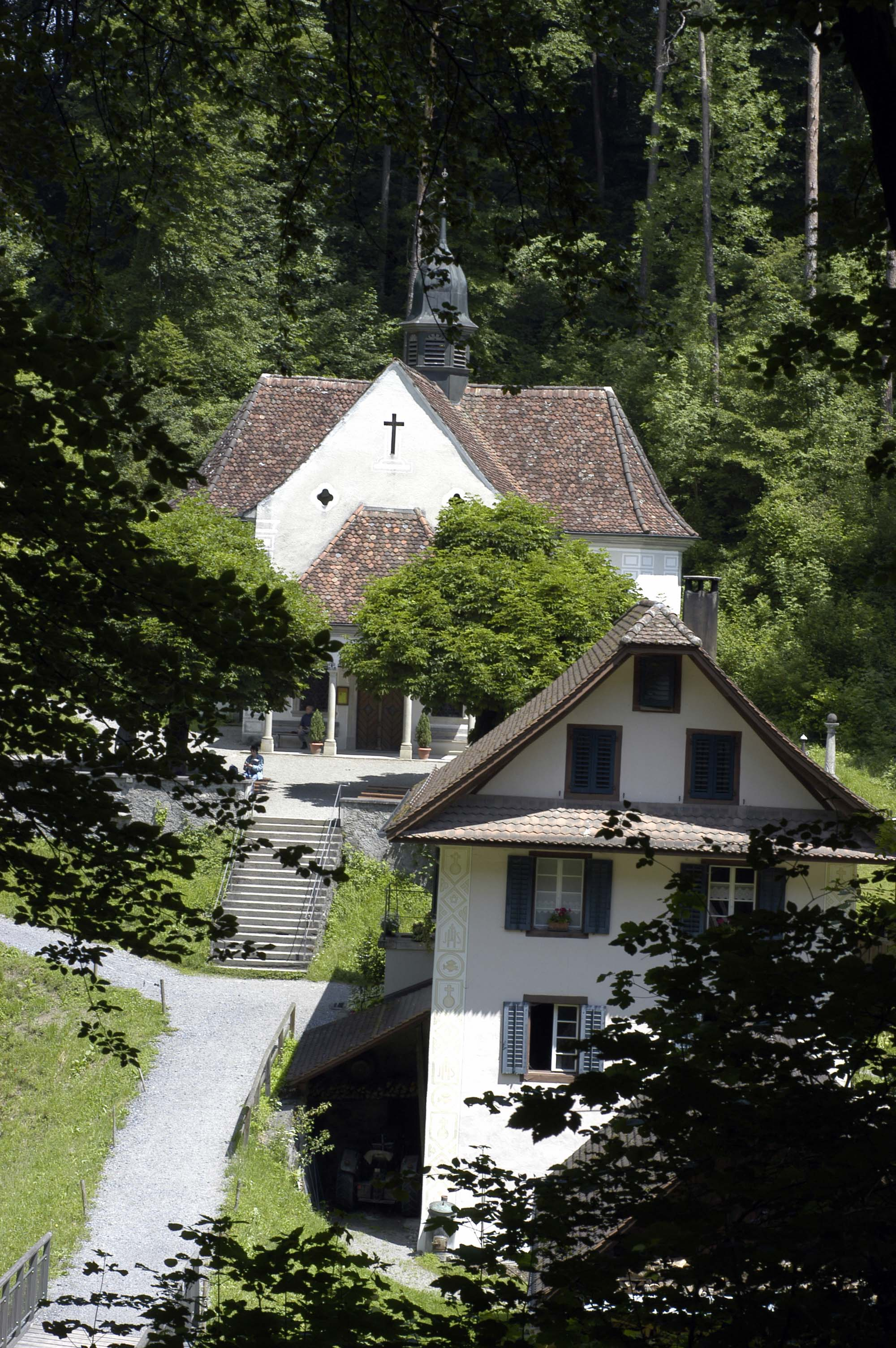
Kapelle Jonental

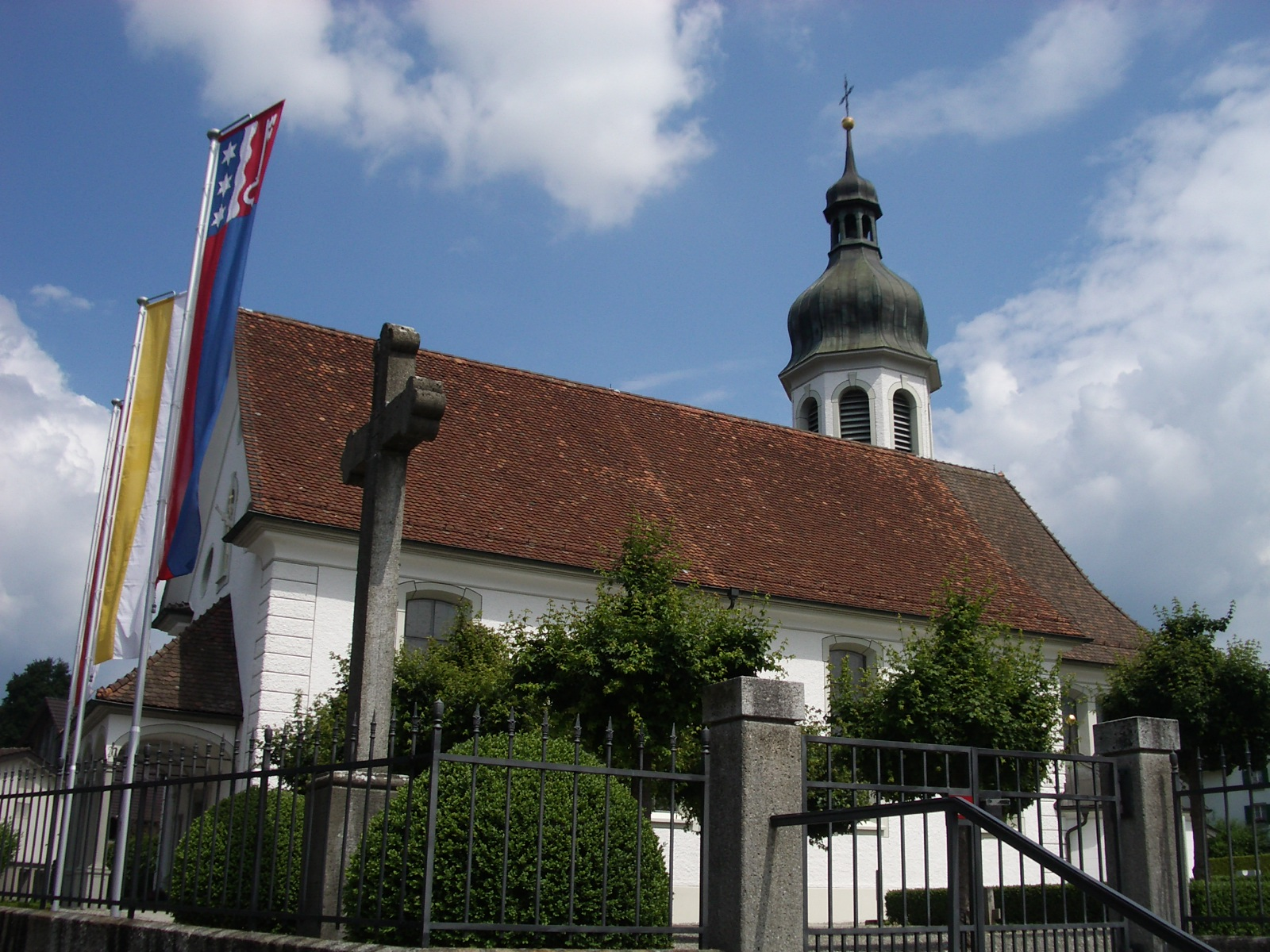
Katholische Pfarrkirche, 1598

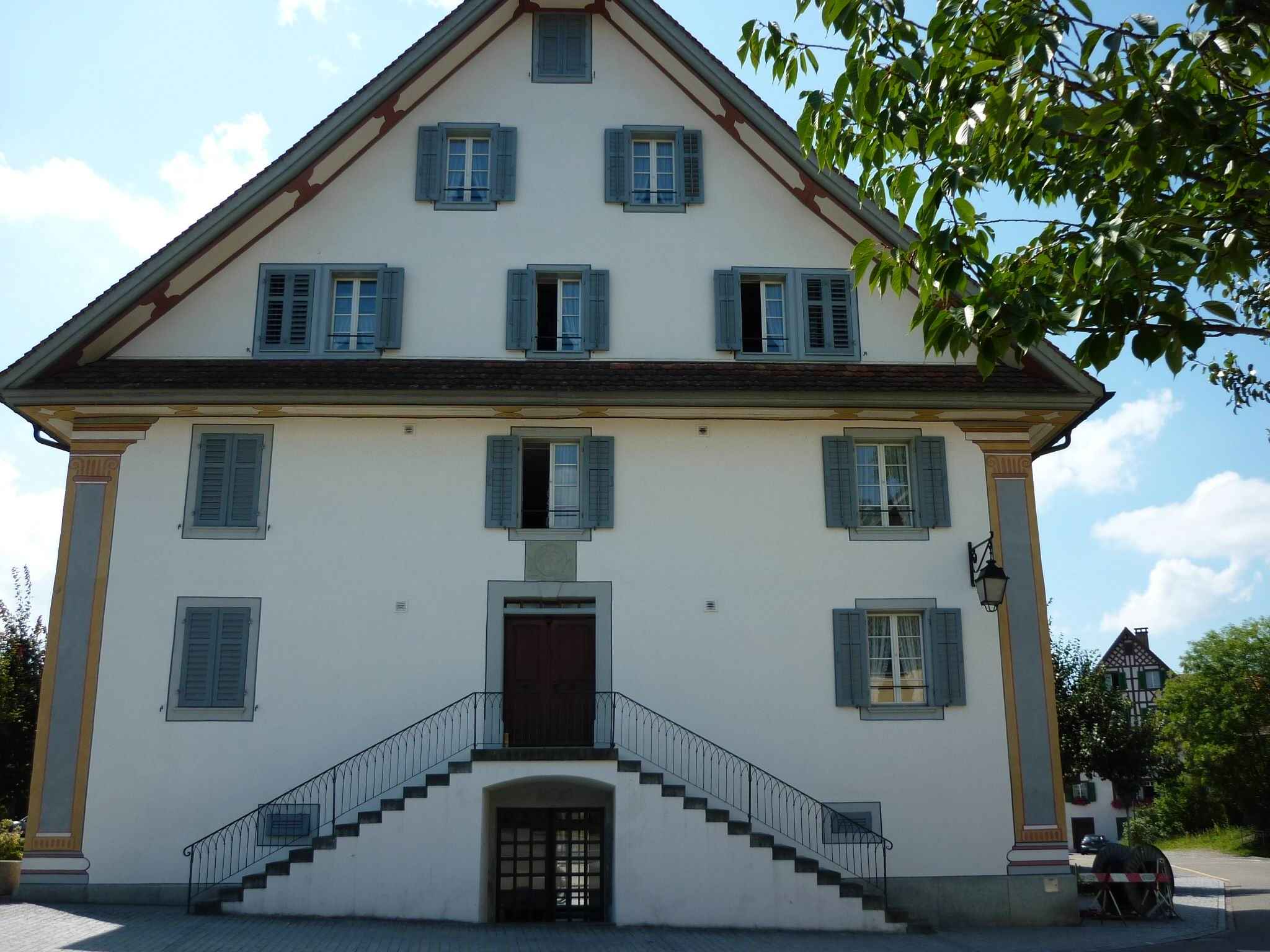
Ehemalige Taverne Zur Muttergottes

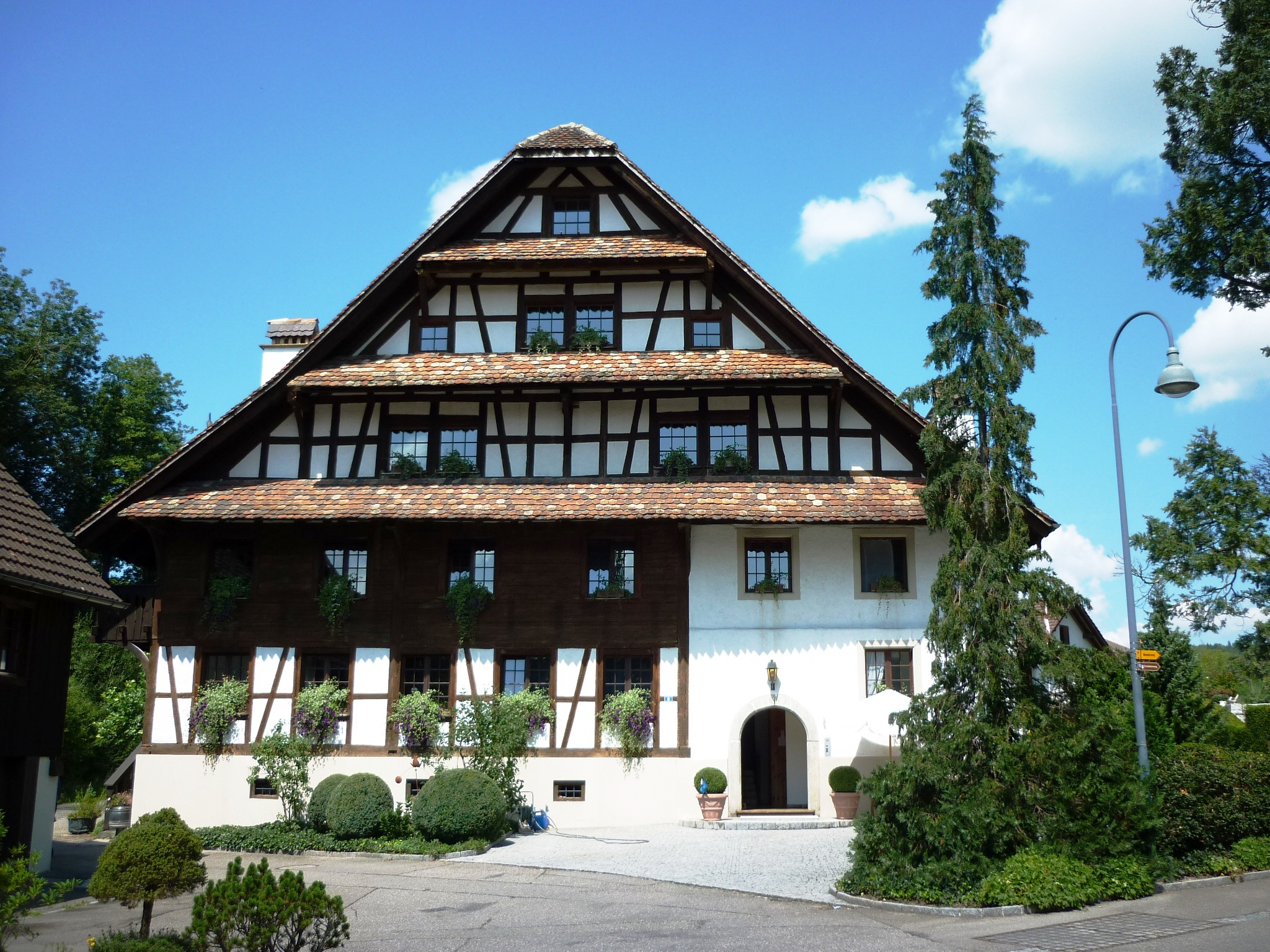
Alte Mühle

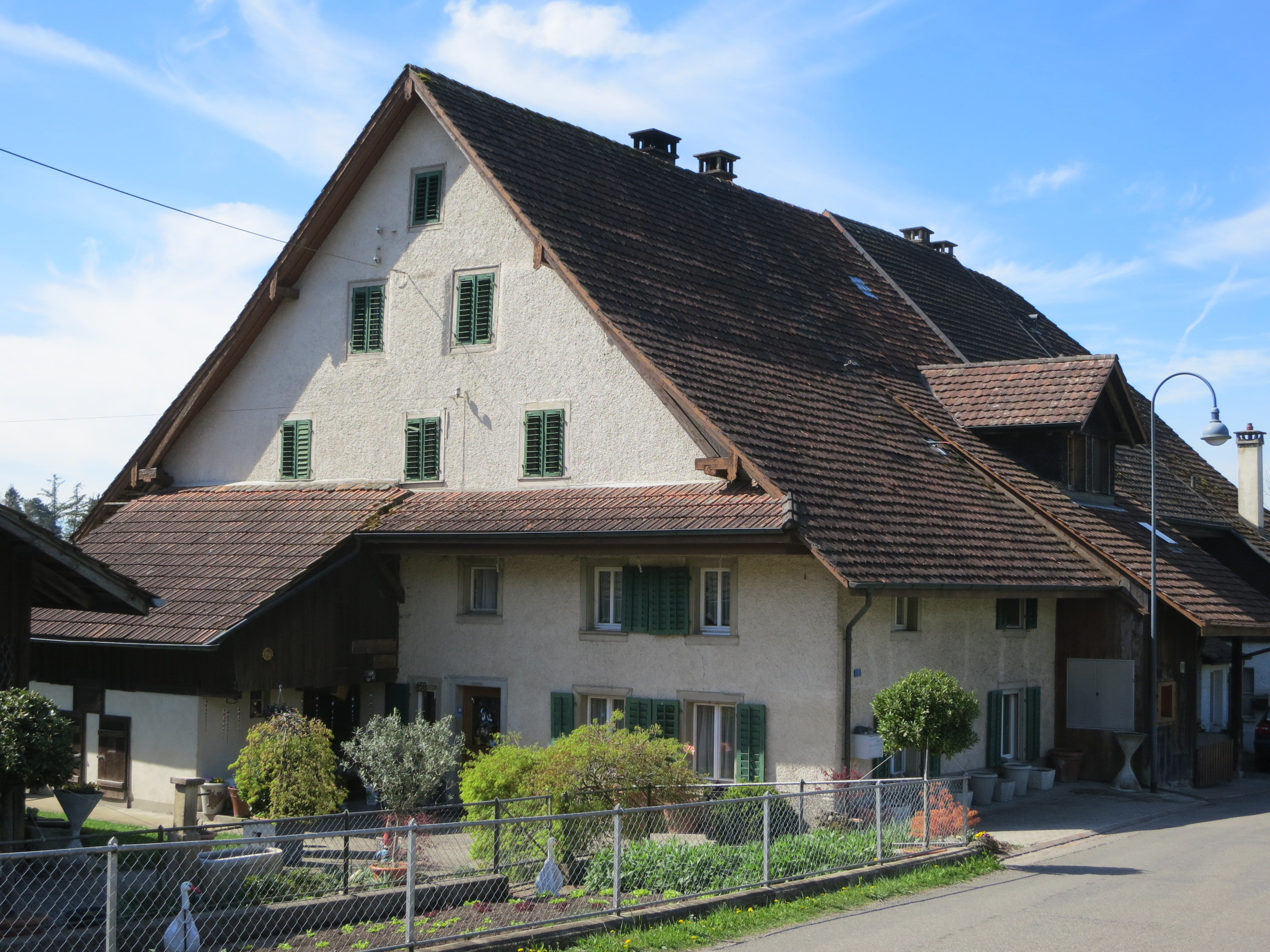
Altes Haus im Weiler Litzi, Hausteile auf 1228 und 1318 datiert

Die 1735 erbaute und 1521 erstmals erwähnte in der Jonenbachschlucht gelegene Wallfahrtskapelle Jonental ist der bedeutendste Marienwallfahrtsort des Kantons Aargau.
Die von 1804 bis 1808 erbaute katholische Pfarrkirche Franz Xaver ersetzte die erstmals 1598 erwähnte kleine Dorfkapelle. Beim Dorfbrand von 1811 erlitt die Kirche schwere Zerstörungen, die bis 1813 beseitigt werden konnten. 1910 wurden der Kirchturm und der Chor neu erbaut. Die Joner Pfarrkirche ist jener von Oberlunkhofen nachempfunden. Es handelt sich um eine flach gedeckte Saalkirche mit rechteckigem Chor und barocken Altären.
In der Taverne «Zur Muttergottes», sie wurde 1815 nach dem Dorfbrand wieder aufgebaut, tagte viermal im Jahr das Zivilgericht des Kelleramtes mit einem selbstgewählten Untervogt als Präsidenten und vier Fürsprechern als Richter. Sie war im Mittelalter die einzige Wirtschaft zwischen Ziegelbach beim Geisshof Unterlunkhofen und Cham und hatte das alleinige Back- und Metzgerrecht. Die «Alte Post» gegenüber der Taverne wurde 1510 erstmals erwähnt und diente vom frühen 17. Jahrhundert bis 1806 als Schmiede, als Neubau ab 1808 als erstes Schulhaus von Jonen und von 1907 bis nach dem Zweiten Weltkrieg als Postbüro. Im Weiler Litzi befindet sich im Gebäude 158 einer der ältesten Hausteile der Schweiz, der dendrochronologisch auf 1228 und 1318 datiert wurde.

## Wappen
Die Blasonierung des Gemeindewappens lautet: «Durch weissen Wellenpfahl gespalten von blau mit drei pfahlweise gestellten sechsstrahligen weissen Sternen und von Rot mit linksgekehrtem weissem Schlüssel.» Das Joner Wappen, das in dieser Form seit 1805 existiert, vereint Motive der Wappen des Kantons Aargau (drei Sterne) und des Kelleramts (Schlüssel). Der Wellenpfahl symbolisiert die Reuss oder den Jonenbach.

## Bevölkerung
Die Einwohnerzahlen entwickelten sich wie folgt:
| Jahr      | 1850 | 1900 | 1930 | 1950 | 1960 | 1970 | 1980 | 1990 | 2000 | 2010 | 2020 |
| Einwohner | 788  | 630  | 573  | 570  | 652  | 698  | 800  | 1102 | 1569 | 1866 | 2210 |

Am 31. Dezember 2023 lebten 2351 Menschen in Jonen, der Ausländeranteil betrug 16,3 %. Bei der Volkszählung 2015 bezeichneten sich 45,4 % als römisch-katholisch und 23,1 % als reformiert; 31,5 % waren konfessionslos oder gehörten anderen Glaubensrichtungen an. 94,9 % gaben bei der Volkszählung 2000 Deutsch als ihre Hauptsprache an, je 0,9 % Italienisch und Serbokroatisch sowie je 0,7 % Französisch und Englisch.

## Politik und Recht
Die Versammlung der Stimmberechtigten, die Gemeindeversammlung, übt die Legislativgewalt aus. Ausführende Behörde ist der fünfköpfige Gemeinderat. Er wird im Majorzverfahren vom Volk gewählt, seine Amtsdauer beträgt vier Jahre. Der Gemeinderat führt und repräsentiert die Gemeinde. Dazu vollzieht er die Beschlüsse der Gemeindeversammlung und die Aufgaben, die ihm vom Kanton zugeteilt wurden. Für Rechtsstreitigkeiten ist in erster Instanz das Bezirksgericht Bremgarten zuständig. Jonen gehört zum Friedensrichterkreis VII (Bremgarten).

## Wirtschaft
In Jonen gibt es gemäss der im Jahr 2015 erhobenen Statistik der Unternehmensstruktur (STATENT) rund 800 Arbeitsplätze, davon 8 % in der Landwirtschaft, 40 % in der Industrie und 52 % im Dienstleistungssektor. Der mit Abstand grösste Arbeitgeber ist das Pharma-Unternehmen Similasan, das homöopathische Arzneimittel herstellt. Viele Erwerbstätige sind Wegpendler und arbeiten entweder in der Region Bremgarten oder in den Agglomerationen von Zürich und Zug.

## Verkehr
Jonen liegt an der Kantonsstrasse 262 zwischen Bremgarten und Affoltern am Albis, im Dorfzentrum zweigt die Kantonsstrasse 405 nach Hedingen ab. Im November 2009 wurde die Autobahn A4 bei Affoltern am Albis eröffnet, wodurch die Erreichbarkeit markant besser geworden ist. Jonen ist Endstation einer Postautolinie nach Bremgarten, eine weitere verkehrt von Zürich-Wiedikon über Jonen nach Affoltern am Albis. In Bremgarten besteht Anschluss an die Bremgarten-Dietikon-Bahn, in Affoltern am Albis und Birmensdorf an die S-Bahn Zürich. An Wochenenden verkehrt ein Nachtbus von Birmensdorf über Jonen nach Obfelden.

## Bildung
In Jonen gibt es einen Kindergarten und eine Primarschule. Die Gemeinde ist Standort der Kreisschule Kelleramt mit Realschule und Sekundarschule, die auch den Schulkindern aus den umliegenden Gemeinden zur Verfügung steht. Die Bezirksschule kann in Bremgarten besucht werden. Das nächstgelegene Gymnasium ist die Kantonsschule Wohlen.

## Persönlichkeiten
- Jakob Huber (1883–1953), Generalstabschef
- Albert Rüttimann (1925–2009), Politiker
- Johann Heinrich Werdmüller (1742–1814), Maler und Schriftsteller

## Literatur

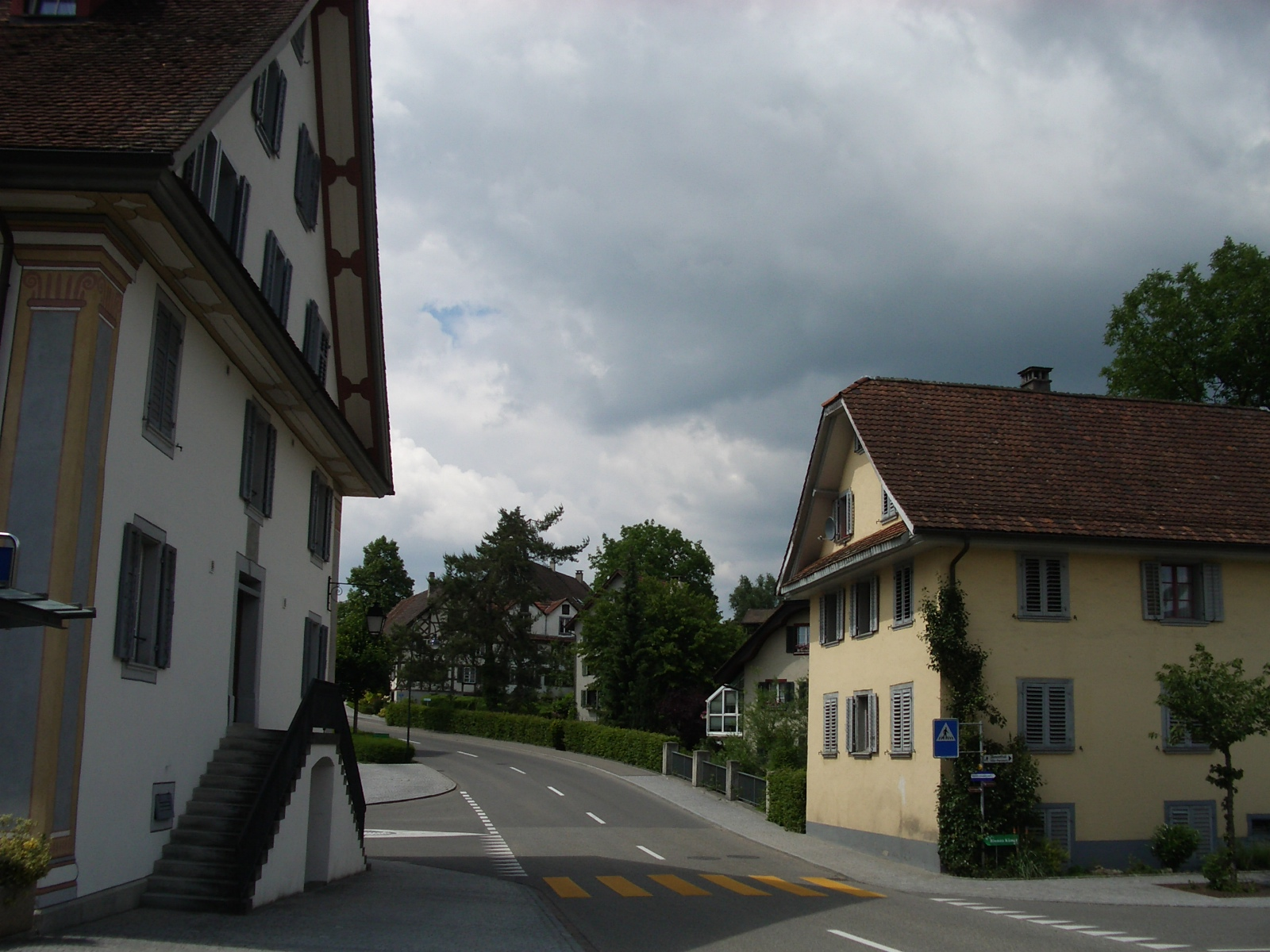
Taverne und Alte Post